# Haliclona ramusculoides
Haliclona ramusculoides är en svampdjursart som först beskrevs av Topsent 1893.  Haliclona ramusculoides ingår i släktet Haliclona och familjen Chalinidae. Inga underarter finns listade i Catalogue of Life.